# Simpang Gurun Tuo
Simpang Gurun Tuo is een bestuurslaag in het regentschap Sarolangun van de provincie Jambi, Indonesië. Simpang Gurun Tuo telt 1001 inwoners (volkstelling 2010).